# 丰卡连特
丰卡连特，是西班牙卡斯蒂利亚-拉曼恰雷阿尔城省的一个市镇。 总面积270平方公里，总人口1293人（2001年），人口密度5人/平方公里。